# Telebasis milleri
Telebasis milleri är en trollsländeart som beskrevs av Rosser W. Garrison 1997. Telebasis milleri ingår i släktet Telebasis och familjen dammflicksländor. IUCN kategoriserar arten globalt som otillräckligt studerad. Inga underarter finns listade i Catalogue of Life.